# Food and Feed Research (часопис)
Food and Feed research је часопис отвореног приступа у штампаној и електронској форми, који покрива истраживања из области технологије и науке о храни и храни за животиње.

## О часопису
Научни часопис „Food and Feed Research“ основан је од стране Научног института за прехрамбене технологије (ФИНС), Универзитета у Новом Саду, Република Србија. Основни циљ његовог покретања био је правовремено информисање академске заједнице и стручњака из прехрамбене индустрије и индустрије хране за животиње о савременим достигнућима из области науке о храни и прехрамбене технологије. Часопис објављује оригиналне истраживачке радове, кратке комуникације и прегледне радове у свим областима непосредно, или посредно везаним за храну, или храну за животиње.
Сви радови у часопису се пре објављивања подвргавају анонимним рецензијама од стране стручњака из адекватних области како би се обезбедио висок квалитет објављених резултата и спречио евентуални плагијаризам. Стога сви објављени радови морају садржати довољно података и референци путем којих се читаоцима омогућава да провере изложене тврдње. Висок и константан квалитет часописа је препознат и од стране републичког Министарства просвете, науке и технолошког развоја, које га је у 2017. години сврстало у категорију часописа међународног значаја верификованих посебном одлуком. Дугогодишња традиција чини „Food and Feed Research“ једним од најзначајнијих националних часописа у области исхране и науке о храни и храни за животиње.

### Историјат
Часопис је са објављивањем почео 2010. године. Историјски гледано, то је наследник научног часописа „Жито-хлеб“ (YUISSN 0351-0999), који је први пут објављен 1974. године, а потом 2008. године преименован у " Food Processing, Quality and Safety” (ISSN 1821-0554). Услед неповољних услова у науци, објављивање часописа је једно време било отежано, па чак и потпуно обустављено, али је од 2010. године, са формирањем новог уредништва, часопис наставио са редовним објављивањем радова у области науке о храни и храни за животиње не само са територије државе, него и читавог региона, па и шире. 

### Периодичност излажења
два пута годишње

## Теме
- Сировине за храну и прерађена храна
- Технологија хране и хране за животиње
- Инжењерство хране и хране за животиње
- Биотехнологија
- Функционална, традиционална храна и храна са заштићеним географским пореклом
- Исхрана и здрављe
- Безбедност хране и хране за животиње
- Сензорна анализа и наука о потрошачима
- Аналитичке технике и методе
- Осигурање квалитета хране и хране за животиње
- Питања животне средине.

## Главни уредник
др Бојана Филипчев

## Уредници
- др Небојша Илић
- др Ивана Чабаркапа

## Помоћни уредници
- др Душица Чоловић
- др Иван Миловановић

## Уређивачки одбор
- Prof. Zhongli Pan (USA)
- Prof. Giovanni Dinelli (Italy)
- Prof. Mian Riaz (USA)
- Prof. Bogdan Iegorov (Ukraine)
- Prof. Peter Raspor (Slovenia)
- Prof. Radoslav Grujić (Bosnia and Herzegovina)
- Prof. Luciano Pinotti (Italy)
- Prof. Evžen Šárka (Czech Republic)
- Prof. Mia Eeckout (Belgium)
- Prof. Mariana Petkova (Bulgaria)
- Hans van Egmond, PhD (The Netherlands)
- Ilias Giannenas, PhD (Greece)
- Manfred Werteker, PhD (Austria)
- Diego Moreno-Fernandez, PhD (Spain)
- Catalin Dragomir, PhD (Romania)
- Raffaella Rebucci, PhD (Italy)
- Проф. Виктор Недовић (Србија)
- Проф. Ненад Ђорђевић (Србија)
- др Александра Бочаров Станчић (Србија)
- Проф. Јарослава Шварц-Гајић (Србија)
- др Слободан Лилић (Србија)
- др Марија Бодрожа-Соларов (Србија)
- др Маријана Сакач (Србија)
- др Александра Торбица (Србија)
- др Анамарија Мандић (Србија)
- др Оливера Ђурагић (Србија)
- др Милица Појић (Србија)
- др Младенка Песторић (Србија)
- др Александра Мишан (Србија)
- др Предраг Иконић (Србија)

## Индексирање у базама података
- CAB Abstracts and Chemical Abstracts (CABI)[3]
- Directory of Open Access Journals (DOAJ)[4]
- EBSCO
- Ulrich’s Periodical Directory (UCSB Library)[5]

## Електронски облик часописа
Електронски облик часописа доступан је у отвореном приступу.